# 피라냐 2
《피라냐 2》(Piranha Part Two: The Spawning)는 1982년 개봉한 공포영화이다.

## 출연

### 주연
- 트리샤 오닐
- 스티브 마라척

### 조연
- 랜스 헨릭슨
- 릭키 폴 골딘
- 테드 리커트
- 레슬리 그레이브스
- 캐럴 데이비스
- 코니 린 하든
- 아니 로스
- 앤실 글루든
- 도로시 커닝햄
- 캡틴 키드 브리워 주니어
- 캐롤린 드 폰세카
- 테드 루소프

## 기타
- 의상: 니콜레타 에콜